# Schülp b. Rendsburg
Schülp (på dansk: Skulleby) er en kommune og en by i det nordlige Tyskland, beliggende i Amt Jevenstedt i den sydlige del af Kreis Rendsborg-Egernførde. Kreis Rendsborg-Egernførde ligger i den centrale del af delstaten Slesvig-Holsten.

## Geografi
Kommunen ligger på en sandet højde syd for Rendsborg på begge sider af Kielerkanalen. I Rüsterbergen i kommunen ligger en lodsstation, hvor lodserne til Kiel eller Brunsbüttel skifter. Mod øst løber Bundesstraße 77 fra Rendsborg til Itzehoe. 